# Camponotus latangulus
Camponotus latangulus är en myrart som beskrevs av Julius Roger 1863. Camponotus latangulus ingår i släktet hästmyror, och familjen myror. Inga underarter finns listade.